# Adarga

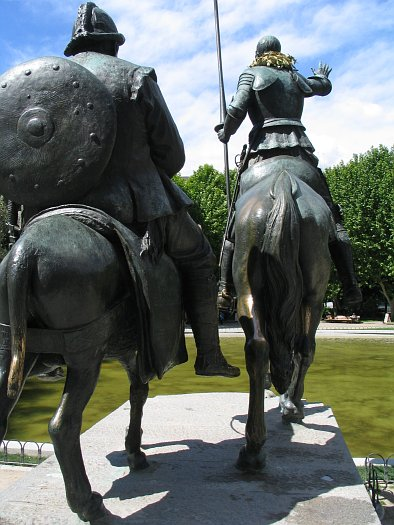
Adarga don Kichota

Adarga - (arab. el-daraqua) mauretańska tarcza sporządzona ze skóry antylopy, hipopotama, bądź ze skorupy żółwia. Tarcza wytrzymywała ciosy zadane mieczem i włócznią oraz skutecznie chroniła przed strzałami. Wykorzystywana od X do XV wieku. Była jedyną bronią ochronną lekkiej jazdy mauretańskiej. Kształt okrągły, owalny lub podwójnej elipsy. Początkowo a. miała formę kolistą lub owalną, następnie sercowatą, przyjmując u schyłku XIV w. kształt dwóch nakładających się na siebie elips o wymiarach 60 x 80 cm w osi pionowej. A. sporządzano z dwóch sklejanych i zeszywanych warstw skór, co spowodowało, że tarcza była jednocześnie sztywna i elastyczna. Powierzchnię jej zdobiono wycinanymi i złoconymi dekoracjami (m.in. w postaci arab. napisów); dla ujęcia miała od strony wewnętrznej pośrodku dwa sztywne imacze ze skóry z podłużna poduszeczką. A. była jedynym uzbrojeniem ochronnym lekkiej jazdy mauretańskiej, której główną bronią zaczepną była spisa.